# Grupa Łysej

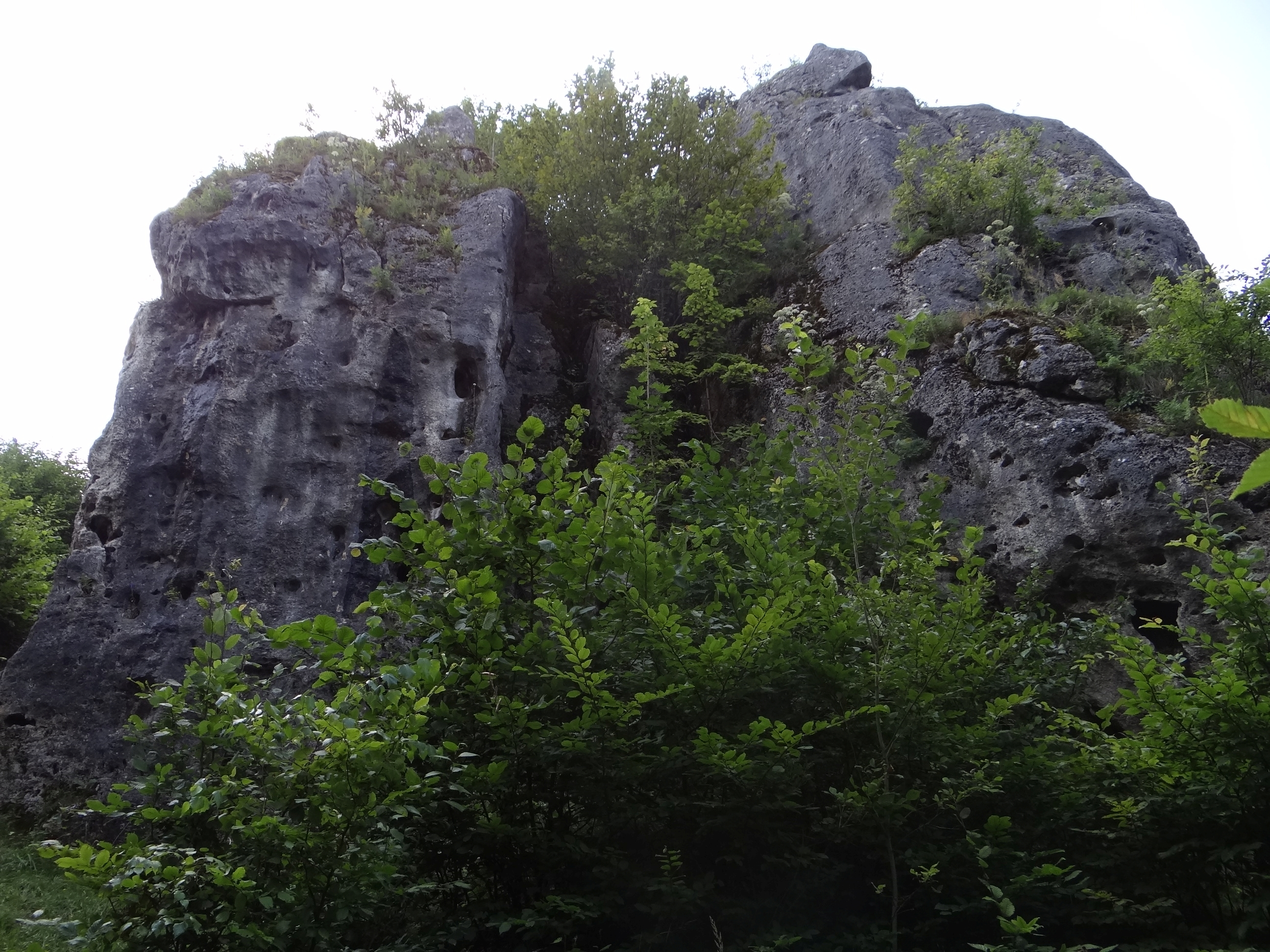
Grupa Łysej od północnego zachodu

Grupa Łysej – grupa skał w miejscowości Łutowiec w województwie śląskim, w powiecie myszkowskim, w gminie Niegowa. Pod względem geograficznym znajdują się na Wyżynie Mirowsko-Olsztyńskiej w obrębie Jury Krakowsko-Częstochowskiej. 
Grupa Łysej to zbudowane z wapieni ostańcowe wzgórze znajdujące się po północno-wschodniej stronie zabudowań wsi Łutowiec. Skały znajdują się w lesie, tylko od południowej strony jest otwarta przestrzeń. Są obiektem wspinaczki skalnej. Wspinacze wyróżnili w nich skały Łysa, Sfinks i Pasieka. Mają połogie, pionowe lub przewieszone ściany o wysokości 8–20 m. Występują w nich takie formacje skalne jak filar, komin, zacięcie. Ściany wspinaczkowe o wystawie północnej, północno-wschodniej, wschodniej, południowo-wschodniej i południowej. Wspinacze poprowadzili na nich 18 dróg wspinaczkowych o trudności V– VI.3 w skali Kurtyki. Wszystkie posiadają asekurację (ringi i punkty asekuracyjne). 